# Ultrasonics Sonochemistry
Ultrasonics Sonochemistry (abrégé en Ultrason. Sonochem.) est une revue scientifique à comité de lecture. Ce journal bimestriel présente des articles originaux à l'interface de la chimie et des ultrasons : la sonochimie.
D'après le Journal Citation Reports, le facteur d'impact de ce journal était de 4,321 en 2014. Actuellement, la direction éditoriale est assurée par T. J. Mason (Université de Coventry, Royaume-Uni).